# Château de la Meyfrenie
Le château de la Meyfrenie est situé sur la commune de Verteillac, dans le département de la Dordogne.

## Historique
Le château fut construit sur un ancien repaire noble du XVe siècle attribué aux Pontbriand. En 1510, Guillaume de la Meyfrenie le transforme en château. 
Au XVIIe siècle, il fut remanié, puis, au XVIIIe siècle, la face oriental fut reconstruit en façade classique avec des dépendances face à elle formant cour fermée.
Un incendie détruit un vaste partie du château en 1820 et, dès 1821, Jean-Antoine Pasquy du Cluseau en lance la reconstruction.
Le monument fait l’objet d’une inscription au titre des monuments historiques depuis les 5 mars 1998 et 14 septembre 2010.